# Aleurothrixus antidesmae
Aleurothrixus antidesmae är en insektsart som beskrevs av Takahashi 1933. Aleurothrixus antidesmae ingår i släktet Aleurothrixus och familjen mjöllöss. Inga underarter finns listade i Catalogue of Life.